# Suluhornvogel
Der Suluhornvogel (Anthracoceros montani), auch als Tawsi in Tagalog bezeichnet, ist eine seltene Vogelart aus der Familie der Nashornvögel.

## Beschreibung
Der Suluhornvogel erreicht eine Größe von 70 Zentimetern. Der Schwanz ist weiß. Das Gefieder, der Schnabel, die nackte Gesichtshaut und der Helm sind schwarz. Rücken und Flügel sind schwarz mit grünlichem Schimmer. Die Iris ist cremefarben bei den Männchen und dunkelbraun bei den Weibchen. Der Schnabel der helmlosen Jungvögel weist eine helle Spitze auf.

## Verbreitung
In der Vergangenheit kam der Suluhornvogel auf den drei Inseln Sanga-Sanga, Jolo und Tawi-Tawi im Sulu-Archipel vor. Heute wird er nur noch auf Tawi-Tawi nachgewiesen.

## Lebensraum, Lebensweise und Nahrung
Der Suluhornvogel bewohnt primäre Dipterocarpaceen-Wälder, bevorzugt an Berghängen. Er ernährt sich von Beeren und Früchten und benötigt große Bäume zum Nisten.

## Gefährdung
Im 19. Jahrhundert noch häufig, gehört der Suluhornvogel heute zu den seltensten Vogelarten der Philippinen. 1999 wurden nur noch 40 Exemplare gezählt. Hauptgründe für seine Seltenheit sind die Zerstörung des Lebensraumes und die Jagd. Die Inseln Jolo und Sanga-Sanga sind fast komplett entwaldet und auf Tawi-Tawi dienen die Suluhornvögel als Zielscheibe für die Militärangehörigen. Darüber hinaus werden die Jungvögel für die Nahrungsbeschaffung getötet. Eine Zählung im Jahr 2019 ergab 27 Exemplare. Im Jahr 2020 wurde das erste aktive Nest dieser Art entdeckt.